# アクロマート

アクロマートのモデル

アクロマート（Achromat）とは、2色に対して色収差を補正したアプラナートを言う。
眼視で使用する場合、C線とF線について軸上色収差を補正し、d線で球面収差とコマ収差を最小にするC-d-F補正が普通であるが、天体望遠鏡では暗い対象を見ることが多いのでe線球面収差とコマ収差を最小にするC-e-F補正が合理的である。
通常の写真乾板は肉眼と比較して青色から紫色に敏感であったので、以前の写真用レンズは、d線とg線について軸上色収差を補正しF線で球面収差とコマ収差を最小にするd-F-g補正が普通であった。こうすると肉眼で決めたピント位置そのままで撮影できる。
写真星図ほか天文学に使用する天体写真撮影の場合は、1989年時点でも通常の写真乾板が多用されていたため、数が多い青白い星に合わせ、F線とh線について軸上色収差を補正し、g線で球面収差とコマ収差を最小にするF-g-h補正としており、これを「天体写真色消し」という。

## 望遠鏡

### リトロー型対物レンズ
1827年オーストリアウィーン天文台所長だった天文学者ヨーゼフ・ヨハン・フォン・リトロー（Joseph Johann von Littrow ）が強く推奨したリトロー型対物レンズは簡単に設計でき研磨も組み立ても容易であり、惑星表面観測などに使う長焦点の対物レンズに適するアクロマートである。ガラスは任意に選べるが、凸レンズにはクラウンガラスK3か硼珪クラウンBK7、凹レンズにはフリントガラスF2を使用するのが普通である。コマ収差が多いのが欠点だがF20では全く実害はない。世界最大の屈折望遠鏡であるヤーキス天文台の40インチ（102センチメートル）F19屈折望遠鏡も、世界第2位のリック天文台の90cmF19屈折望遠鏡も、対物レンズにリトロー型を採用したケプラー式望遠鏡である。

### フラウンホーファー型対物レンズ
ヨゼフ・フォン・フラウンホーファーが発明したフラウンホーファー型対物レンズはアクロマートである。大型の屈折望遠鏡に一番広く使われており、クラウン系凸レンズとフリント系凹レンズを組み合わせるのはリトロー型と同じであるが、4面の曲率が全て異なり、球面収差とともにコマ収差も補正でき、F値を明るくでき、ガラス材料が少なくて済む利点がある。リトロー型F20と、フラウンホーファー型F15の収差曲線を比較すると、軸上色収差はほとんど同じ程度になる。フラウンホーファー型の画角は、像面湾曲のめに数度以下に制限される。また、F値に関しては大口径化するにつれて高次球面収差の補正困難やガラス種の適切な組み合わせが得難くなるという問題が生じ、F4より小さい（明るい）ものを作ることは困難である。
フラウンホーファーの時代にはガラス全般、特にフリントガラスの大口径材料を得るのは困難で、三角関数対数表による演算だけでレンズ設計をしていたが、フラウンホーファーは三角追跡法を繰り返して設計した。
1904年にフォクトレンダーのハンス・ハルティング（Hans Harting ）によりハルティングの公式が発明され、16本の式を順次計算すれば薄肉のフラウンホーファー型対物レンズの各面曲率半径が得られるようになった。
なおフラウンホーファー型の接合面を分離して狭い空気間隔をあけて配置した空気間隔付きフラウンホーファー型という派生型も存在する。この構成はオリジナルのフラウンホーファー型と比べて高次球面収差や球面収差の波長差 (spherpochromatism) のコントロールに優れ、F2.5程度まで大口径化が可能である。ただしこの構成はオリジナルと比べて組み立て誤差への鋭敏性が高いという欠点がある。